# 費多里夫卡 (哈爾科夫區)
49°48′27″N 35°45′39″E / 49.80750°N 35.76083°E
費多里夫卡（烏克蘭語：Федорівка）是位於烏克蘭東部的村莊，由哈爾科夫州哈爾科夫區的新沃多拉哈市鎮負責管轄。該村面積1.17平方公里，海拔高度105米，2001年人口397，人口密度每平方公里339.3人。